# پیریت (فیلم ۱۹۴۷)
پیریت (انگلیسی: Fool's Gold) فیلمی در ژانر وسترن است که در سال ۱۹۴۷ منتشر شد.